# بورس قبرس
بورس قبرس (یونانی: Χρηματιστήριο Αξιών Κύπρου or ΧΑΚ)) بازار بورس اوراق بهادار قبرس است، که در سال ۱۹۹۶ تأسیس شد.